# Thottea
Thottea ist eine Pflanzengattung innerhalb der Familie der Osterluzeigewächse (Aristolochiaceae).

## Beschreibung

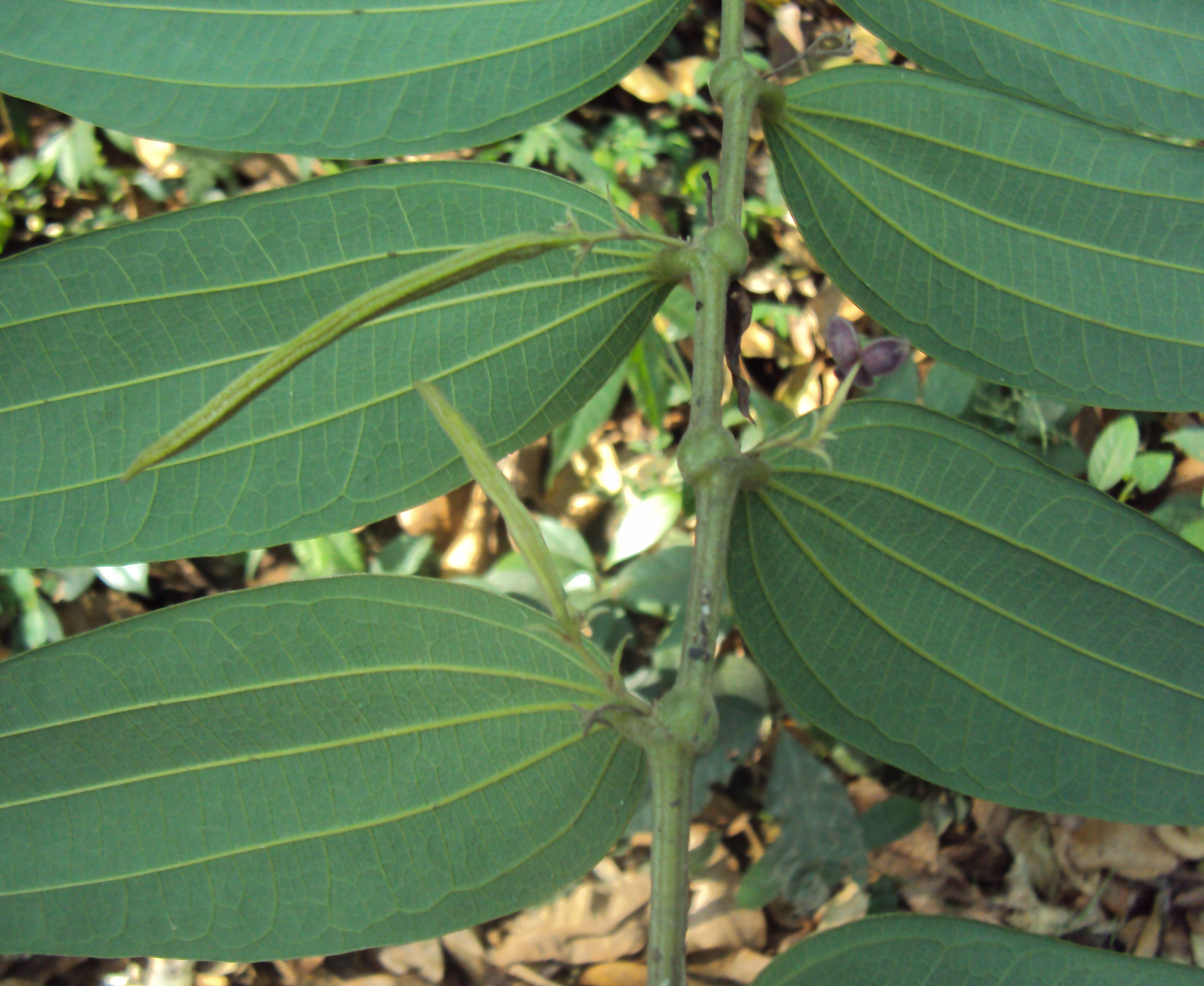
Thottea sivarajanii

### Vegetative Merkmale
Thottea-Arten sind aufrechte Halbsträucher, seltener auch Sträucher. Die Laubblätter sind wechselständig und ganzrandig.

### Generative Merkmale
Die Blüten sind achselständig und in Trauben, Zymen, Schirmtrauben oder Wickeln angeordnet. Die Hochblätter sind in Bezug auf die Blüten gegenständig. Die Blütenhülle besteht aus einem Kreis und ist radiärsymmetrisch. Die Kelchzipfel sind verwachsen. Die Kelchröhre ist glockenförmig, becherförmig oder urnenförmig. An ihrer Verengung befindet sich meist ein verdickter Ring. Die drei oder vier Kelchzipfel berühren sich, ohne zu überlappen. Die 8 oder 9 Staubblätter sind in einem Kreis angeordnet. Es können 6 bis 36, selten bis 46 Staubblätter vorhanden sein. Diese sind in ein oder zwei Kreisen angeordnet. Staubfäden sind kurz oder fehlen. Sie sind unverwachsen, teilweise verwachsen oder bis zu den Griffeln verwachsen, sodass nur die Staubbeutel frei sind. Die Staubbeutel sind nach außen gebogen. Der Fruchtknoten ist mittelständig. Die Fruchtblätter sind vollständig verwachsen. Die Griffel sind kurz und bestehen aus 5 bis 20 Lappen. Die Narbe befindet sich an der Spitze oder Seite der Griffel.
Die Früchte sind schotenförmig. Die Samenschale ist quer runzelig oder drüsig punktiert.

## Vorkommen
Die Gattung Thottea kommt in Indien, Indonesien, Malaysia, Myanmar, Philippinen und Vietnam vor. Die Art Thottea hainanensis kommt nur auf der chinesischen Insel Hainan vor.

## Systematik
Die Gattung Thottea wurde 1783 von Christian Friis Rottbøll in Nye Samling af det Kongelige Danske Videnskabers Selskabs Skrifter, 2, S. 529 aufgestellt. Typusart ist Thottea grandiflora Rottb. Der Gattungsname Thottea ehrt Otto Graf von Thott (1703–1785), einen dänischen Staatsminister, der eine große Bibliothek besaß.
Die Gattung Thottea umfasst etwa 25 Arten. Hier eine Auswahl:
- Thottea grandiflora Rottb.: Sie kommt in Malaysia, Singapur, im südlichen Thailand und im südlichen Myanmar vor.[2] Die Chromosomenzahl beträgt 2n = 26.[3]
- Thottea hainanensis (Merrill & W.Y.Chun) Ding Hou: Sie kommt in dichten Wäldern auf der chinesischen Insel Hainan vor.[4]
- Thottea siliquosa (Lam.) Ding Hou: Sie kommt im westlichen Indien und in Sri Lanka vor.[2]
- Thottea sivarajanii E.S.S.Kumar, A.E.S.Khan & Binu: Sie wurde 2000 aus dem indischen Bundesstaat Kerala erstbeschrieben.